# Robert III van Auvergne
Robert III van Auvergne (overleden in 1147) was van 1136 tot aan zijn dood graaf van Auvergne. Hij behoorde tot het huis Auvergne.

## Levensloop
Robert III was de oudste zoon van graaf Willem VI van Auvergne en diens echtgenote Emma, dochter van koning Rogier I van Sicilië. In 1136 volgde hij zijn vader op als graaf van Auvergne.
Hij voerde meerdere conflicten met de kerk van Brioude. Uiteindelijk werden die na de bemiddeling van de aartsbisschoppen van Bourges en Lyon opgelost. Om zijn wandaden tegenover de Kerk goed te maken, trok hij in 1147 met zijn zoon Willem VII naar het Heilige Land om deel te nemen aan de Tweede Kruistocht. Robert III zou later dat jaar tijdens die kruistocht overlijden. Tijdens de Tweede Kruistocht werd Auvergne beheerd door Roberts jongere broer Willem VIII, die de terugkeer van zijn neef niet afwachtte om de macht volledig te grijpen.

## Huwelijk en nakomelingen
Robert was gehuwd met een onbekend gebleven vrouw, met wie hij een zoon kreeg:
- Willem VII (1130-1169), graaf en dauphin van Auvergne